# Sędziwój Głowacz Leżeński
Sędziwój Głowacz Leżeński (ur. ok. 1420, zm. 3 października 1466 w Toruniu) – rycerz księcia Witolda, uczestnik wielu bitew, założyciel Głowaczowa.
Sędziwój Głowacz Leżeński piastował urząd chorążego sandomierskiego. W późniejszym czasie był m.in.: starostą lubelskim (1457), podkomorzym sandomierskim (1458), starostą inowłodzkim. W 1458 roku otrzymał w zastaw Lubochnię. Został wojewodą sieradzkim (1461).
Sędziwój był rycerzem Wielkiego Księcia Litewskiego Witolda Kiejstutowicza. Posiadał znaczną ilość ziem i wsi. Walczył z Krzyżakami, a w 1454 roku popadł w niewolę podczas bitwy pod Chojnicami. W 1445 roku, za zezwoleniem księcia mazowieckiego Bolesława, założył miasto Głowaczów, na prawie chełmińskim. W roku 1466 został wysłany przez króla Kazimierza IV na synod do Łęczycy z żądaniem posiłków na wojnę pruską. Zmarł w tym samym roku na zarazę przebywając w Toruniu podczas rokowań pokojowych z Krzyżakami. Z żoną Anną Gólczewską herbu Prawdzic miał sześcioro dzieci: Hieronima, Abrahama, Sędziwoja, Mikołaja, Annę oraz Zofię.